# 瀬戸山登一
瀬戸山 登一（せとやま とういち、1930年5月13日 - 1978年10月19日）は、日本の法学者。専門は、行政法・公法学。学位は、法学博士（明治大学・論文博士・1972年）（学位論文「明治憲法における予算制度」）。元八幡大学教授。宮崎県都城市出身。子息に大阪大学大学院法学研究科教授瀬戸山晃一がいる。

## 略歴
- 1953年 八幡大学法経学部法律学科卒業
- 1955年 明治大学大学院法学研究科公法学修士課程修了、八幡大学助手
- 1959年 八幡大学助教授
- 1967年 八幡大学教授
- 1970年 カリフォルニア大学留学
- 1972年 法学博士（明治大学）の学位を取得
- 1977年 八幡大学法経学部長
- 1978年 心筋梗塞にて急逝

宇賀田順三、森三十郎、和田英夫らに師事した。存命中に32の研究論文を発表した（法学セミナー1973判例憲法等）。また福岡大学法学部、鹿児島大学法文学部の非常勤講師も勤めた。明治憲法における研究では、予算制度の研究の他、租税法律主義、予算の効力、現憲法下における思想の残存とその検討、ドイツ予算制度の導入とその矛盾、等多角的また比較論的にも考察し当時の学会に於いて一定の評価を得た。

## 著書
- 『行政法論』（八幡大学法経学会発行、1963年）
- 『統治の機構と作用』（成分堂 共著、1973年）
- 『基本的人権』（成分堂 共著、1973年）
- 『現代の法学』（ミネルヴァ書房 共著、1974年）
- 瀬戸山登一『明治憲法における予算制度の研究』八幡大学社会文化研究所、1974年。 NCID BN02894641。全国書誌番号:72004897。
- 『法支配の原理の研究』（八幡大学法経学会、1975年）
- 『ケーススタディ憲法I』（法学書院 共著、1975年）
- 『ケーススタディ憲法II』（法学書院 共著、1975年）
- 『行政法総則』（成分堂 共著、1975年）
- 『行政救済法』（成分堂 共著、1976年）
- 『現代行政法』（有信堂高文社 共著、1978年）

## 参考資料
- 八幡大学史 1980年10月 学校法人八幡大学
- 「瀬戸山登一教授追悼号」『八幡大学論集』第30巻第1号、八幡大学法経学会、1979年9月、1-124,巻頭5p,肖像巻頭1枚、ISSN 03853578、NAID 40003677778。